# Polybostrichus
Polybostrichus är ett släkte av ringmaskar. Polybostrichus ingår i familjen Syllidae.
Kladogram enligt Catalogue of Life:
| Polybostrichus | \| \| Polybostrichus mullerii \| \| \| \| \| \| Polybostrichus pagenstecheri \| \| \| \| |
|                | \| \| Polybostrichus mullerii \| \| \| \| \| \| Polybostrichus pagenstecheri \| \| \| \| |
|                | Polybostrichus mullerii                                                                  |
|                |                                                                                          |
|                | Polybostrichus pagenstecheri                                                             |
|                |                                                                                          |